# بوردواک رکوردز
بوردواک رکوردز (انگلیسی: Boardwalk Records) شرکت نشر موسیقی آمریکایی است، که در سال ۱۹۸۰ تأسیس شد.